# Chó Beauceron
Chó Beauceron là giống chó thuộc nhóm chó chăn gia súc có nguồn gốc ở Pháp. Đây là một giống chó cỡ lớn và được biết đến là giống chó lao động mẫn cán. Thuật ngữ Beauceron còn được gọi là Berger de Beauce (chó chăn cừu từ vùng Beauce) hay Bas Rouge (đá đỏ rơi). Beauceron có lịch sử ra đời từ lâu ở vùng châu Âu. Ngoài việc dùng để chăn gia súc, người ta khai thác thuộc tính của chúng là có tập tính lãnh thổ để sử dụng chúng như những con chó giữ nhà.

## Tổng quan
Người ta đã biết đến giống chó chăn gia súc này ở Tây Âu từ nhiều thế kỷ qua và chúng có họ hàng với giống chó Doberman. Nguồn gốc của chúng còn ở bên ngoài lãnh thổ nước Pháp, song giống chó Beauceron có một lý lịch khá lâu đời. theo những bản ghi chép cổ thời Phục Hưng thì người ta đã biết về chúng từ 1578. Vào năm 1863, Pierre Megnin đã phân biệt hai giống chó chăn cừu, một giống có lông dài tên là Berger de Brie và một giống có lông ngắn mang tên Berger de Beuce hay Beauceron. Giống chó Beauceron còn được gọi là Bas Rouge (một giống chó có vết đỏ trên chân của chúng).
Năm 1863, người ta đã trưng bày giống chó Berger de Beuce trong cuộc triển lãm Canine Exposition lần đầu tiên tại Paris. Và đến năm 1897, câu lạc bộ chó Shepherd ra đời, bao gồm cả giống Beauceron và Briard. Năm 1911, một câu lạc bộ chuyên về giống Beauceron cũng đã được thành lập. Trước năm 1889, năm mà giống chó này được đặt tên và có tiêu chuẩn về giống rõ ràng, Beauceron vẫn còn là giống chó chăn cừu nhà quê, liều lĩnh và cọc cằn với đồng loại trong bầy.
Việc nhân giống có chọn lọc vào cuối thế kỷ 18 đã loại bỏ sức mạnh và sự chịu đựng dẻo dai của chúng trước thời tiết xấu, song cũng giúp chúng lịch sự hơn khi itếp xúc với con người. Một số ưu điểm của giống chó này là theo dõi con mồi, gom gia súc thành bầy, canh gác, bảo vệ, thực hiện công việc của cảnh sát và quân đội, nhanh nhẹn biết vâng lời trong những cuộc thi chó ở Pháp, thí dụ như cuộc thi French Ring Sport và Schutzhund.
Cũng giống như giống chó Doberman, giống chó Beauceron được sử dụng trong việc bảo vệ những vùng đất không có hàng rào. Và cũng giống như nhiều giống chó chăn cừu khác, giống chó Beauceron rất dễ huấn luyện để chăm nom và gom đàn cừu lại. Trí thông minh và sự điềm tĩnh đã giúp chúng học việc rất nhanh, không sai lầm trong thao tác. Điều nay đã được chứng minh khi người ta sử dụng chúng trong những cuộc chiến tranh ở châu Âu trước đây.
Quân đội đã sử dụng giống chó này trong việc chạy đưa tin, khám phá dấu vết, dò mìn, hoạt động đặc công, tìm lính bị thương, vận chuyển thực phẩm và đạn dược ra tuyến đầu. Chúng thực thi nhiệm vụ mà không hề hoảng sợ trước những quả mìn nổ tứ tung hay những tiếng gầm hung tợn của đạn pháo. Ngày nay, người ta vẫn sử dụng chó Beauceron trong việc bảo vệ và chăn giữ gia súc. Chúng là loại chó làm việc dẻo dai. Mặc dù quân đội và cảnh sát Pháp vẫn sử dụng chúng, song hiện nay chúng đã được nuôi như chó giữ nhà và làm chó bầu bạn phổ biến khắp Tây Âu và Bắc Mỹ.

## Đặc điểm
Giống chó Beauceron tạo ấn tượng lớn về sức mạnh, sự thoải mái về di chuyển và tính năng nổ không một chút nặng nề. Cấu trúc cơ thể của chúng tương tự như giống chó Chó chăn cừu Malinois của nước Bỉ, song kích cỡ của chúng lớn hơn giống chó Doberman Pinscher. Chúng cao từ 32 – 70 cm cân nặng đến 50 kg. chúng có thể đè một đứa trẻ nhỏ vì chúng to lớn và quá mạnh. Ngay cả khi mới 3 tháng tuổi, chúng đã có thể cân nặng tới 18 kg. Giống chó Beauceron có móng đôi đặc biệt ở hai chân sau, tạo thành sáu ngón cho mỗi chân. Đuôi dài ít nhất là tới khuỷu chân sau. Mắt màu hạt dẻ sậm. Giống chó Beauceron khoẻ mạnh, chịu đựng được gian khổ. Một số con có thể mắc bệnh liên quan tới phần hông. Tuổi thọ chúng khoảng 10 – 12 năm.
Giống chó Beauceron có hai màu lông: loại thứ nhất có màu đen và nâu vàng nhạt với những vệt nâu vàng đặc biệt, hai hình thoi phía trên đôi mắt, màu nâu vàng nhạt dưới môi trên và cổ, hai đốm nâu vàng nhạt ở ngực, màu nâu vàng nhạt ở phần dứơi bốn chân và một vệt nâu vàng nhạt dưới đuôi. Loại thứ hai lông có nhiều màu với những miếng vá màu xám, đen và nâu vàng nhạt. Nhìn chung, màu đen nhiều hơn màu xám và không có chút màu trắng nào. Lông ngắn, lông ở cuối đuôi và thân sau dài hơn. Phần lông ngoài thô ráp, xù xì, không bao giờ mềm mịn, lớp lông tơ bên trong mịn nhằm bảo đảm thoát nhiệt.

## Tập tính

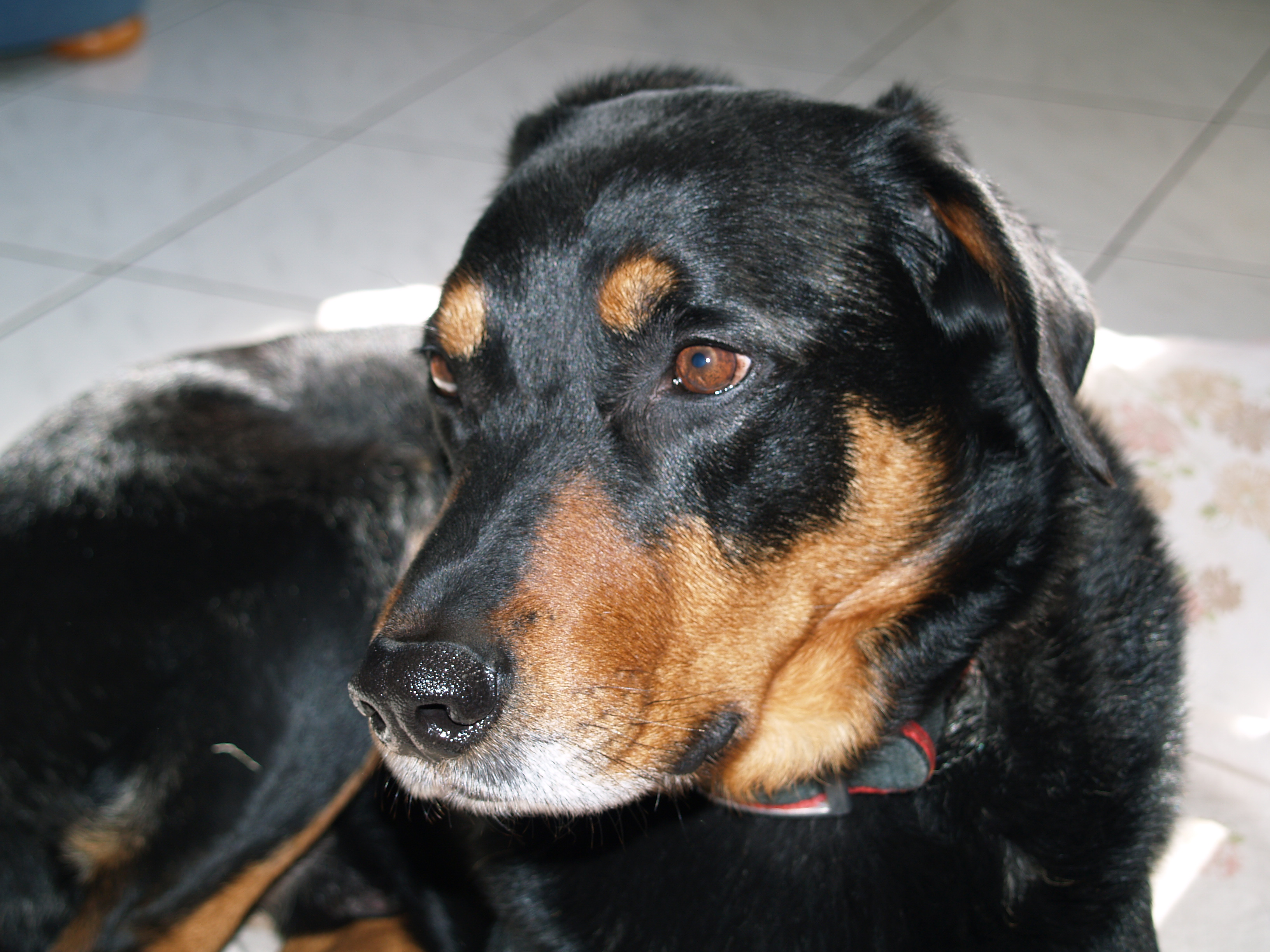

Beauceron là giống chó rất thông minh, trung thành và can đảm. Chúng kiên nhẫn, cảnh giác và không biết sợ. Giống này rất dễ huấn luyện, hiểu nhanh và thực hiện hoàn toàn đúng theo lệnh của chủ. Chúng là giống chó bảo vệ xuất sắc. thời điểm hạnh phúc nhất của chúng là lúc làm việc hoặc tập luyện trong một không gian rộng mở. Giống chó này có bản năng chăn gia súc tốt. Điềm tĩnh, biết nghe lời và rất trung thành, giống chó Beauceron luôn mong muốn làm vui lòng chủ. Giống chó này tốt với trẻ con nếu được nuôi từ bé.
Khi huấn luyện giống chó này, phải kiên quyết và đó là điều hoàn toàn cần thiết. Gống chó Beauceron sẽ tuân theo mệnh lệnh của tất cả các thành viên trong gia đình nếu chúng được huấn luyện. Giống chó này thích giao lưu với những con chó mà chúng quen biết, song do có ý thức về lãnh thổ rất cao nên chúng sẽ không bỏ qua cho những kẻ xâm phạm tuỳ tiện.
Chúng không thích bị bỏ ở nhà một mình trong thời gian dài. Chó con rất năng động chậm trưởng thành. Giống chó Beauceron haòn toàn thích nghi với cuộc sống của con người. Nếu được giáo dục tốt, giúp chúng thích hợp với trẻ con thì những con chó khác xuất hiện sẽ không dám làm hại đứa trẻ. Nhìn chung, giống chó này sẽ tốt với lũ mèo nếu chúng quen biết từ khi còn nhỏ.
Giống chó Beauceron sẵn sàng sống trong phòng riêng nếu được huấn luyện chu đáo. Chúng năng động ở mức trung bình khi ở trong nhà, song tốt nhất là cho chúng một sân rào lớn. Giống chó Beauceron cần nhiều sự chăm sóc và huấn luyện. Giống chó này cần một công việc để làm và một nơi rộng để chúng biểu lộ và sử dụng sinh lực dồi dào của chúng. Chúng không thoả mãn với việc chạy quanh nhà ba vòng mỗi ngày, cho chúng đi dạo lâu và thường xuyên. Trong những lúc ấy, chúng có thể chạy nhảy, nô đùa thoải mái mà không bị dây xích vào cổ.